# Temporada 1923-1924 del Liceu
| Temporada 1923-1924 del Liceu |                     |                   |                    | |           |                            |
| Òpera                         | Compositor          | Director musical  | Director d'escena  | Papers principals | Producció | Dates                      |
| El príncep Ígor               | Aleksandr Borodín   | Albert Coates     | Alexandre Sanine   | Georges Jurenieff, Smirnova (Iaroslavna), Wesselwsky (Ígorievitx), Zaporójets (Kontxak), Sadoven (Konkadovna)                                                                                    |           | 23 de novembre             |
| Il barbiere di Siviglia       | Gioachino Rossini   | Giulio Falconi    | Gaspare Barterra   | Joan Rossich, Gaetano Rebonato, Elvira de Hidalgo, Riccardo Stracciari, José Torres de Luna, Antoni Oliver, Alexina Zanardi, Vicenç Gallofré                                                     |           | 1 al 8 de desembre         |
| Manon Lescaut                 | Giacomo Puccini     | Giulio Falconi    | Gaspare Barterra   | Augusta Concato, Marcos Redondo, Nino Piccaluga, Gaetano Rebonato, Vicenç Gallofré, Conrad Giralt, Elena Lucci, José Armi                                                                        |           | 29 novembre; 2, 5 desembre |
| La traviata                   | Giuseppe Verdi      | Giulio Falconi    | Gaspare Barterra   | Elvira de Hidalgo, Riccardo Stracciari, Joan Rosich, Jaume Planas |           | 4 de desembre              |
| Borís Godunov                 | Modest Mússorgski   | Albert Coates     | Alexandre Sanine   | Georges Lanskoy, Sadoven (Konkakovna), Ígorievitx Wesselwsky, Davidoff |           | 7 al 15 de desembre        |
| La bohème                     | Giacomo Puccini     |                   |                    | Augusta Concato, Nino Piccaluga, Marcos Redondo |           | 12 de desembre             |
| Khovànxtxina                  | Modest Mússorgski   | Albert Coates     | Alexandre Sanine   | Georges Jurenieff, Iaroslavna Smirnova, Ígorievitx Wesselwsky, Kapiton Zaporójets, Georges Lanskoy                                                                                               |           | 19 de desembre             |
| Un ballo in maschera          | Giuseppe Verdi      | Giulio Falconi    | Gaspare Barterra   | Riccardo Stracciari, Fidela Campiña, Velia Giovannelli, Bianca Serena, Josep Palet, Riccardo Stracciari, José Torres de Luna, Conrad Giralt, Jordi Frau, Antoni Oliver                           |           | 20, 26 desembre            |
| I pagliacci                   | Ruggero Leoncavallo | Giulio Falconi    |                    | Augusta Concato, Nino Piccaluga, Marcos Redondo |           | 24 de desembre             |
| La Dolores                    | Tomás Bretón        |                   |                    | |           |                            |
| Madama Butterfly              | Giacomo Puccini     |                   |                    | Carlota Dahmen, Elena Lucci, Theodore Ritch, Victor Damiani |           | 1 de gener i 22 de gener   |
| El cavaller de la rosa        | Richard Strauss     |                   |                    | |           | 22 de gener                |
| Faust                         | Charles Gounod      | Giulio Falconi    | Gaspare Barterra   | Maria Kuznetsova, Antonin Trantoul, Jean Mauran, Marcel Journet, Antoinette Svetxinskaia, Purita Taboada, Vladimir Boidarov                                                                      |           | 23 de gener                |
| Falstaff                      | Giuseppe Verdi      | Giulio Falconi    | Gaspare Barterra   | Pasquale Amato, Carmen Toschi, Velia Giovannelli, Bianca Serena, Toschi, Elena Lucci, Pasquale Amato, Marcos Redondo, Joan Rosich, José Torres de Luna, Vicenç Gallofré, Michele D'Arial-Nanobov |           | 26 de gener                |
| Tristany i Isolda             | Richard Wagner      | Felix Weingartner | Franz Ludwig-Horth | Richard Schubert, Josef von Manowarda, Lilly Hafgren, Joseph Groenen, Jordi Frau, Luise Willer, Paul Kuhn, Conrad Giralt                                                                         |           |                            |
| La núvia venuda               | Bedřich Smetana     | Oskar Nedbal      | Jaroslav Kvapil    | Marja Žaludová, Otakar Mařák, Jiří Huml |           | 12, 14, 17 i 19 de febrer  |
| Rusalka                       | Antonín Dvořák      | Oskar Nebdal      | Jaroslav Kvapil    | |           | 21, 23 i 24 de febrer      |